# Dzoragjugh (vattendrag)
Dzoragjugh (armeniska: Ձորագյուղ) är ett vattendrag i Armenien. Det ligger i den centrala delen av landet, 60 kilometer öster om huvudstaden Jerevan.
Trakten runt Dzoragjugh består till största delen av jordbruksmark. Runt Dzoragyugh är det ganska tätbefolkat, med 72 invånare per kvadratkilometer.